# Bentley (Warwickshire)
Bentley is een civil parish in het bestuurlijke gebied North Warwickshire, in het Engelse graafschap Warwickshire. In 2001 telde het dorp 101 inwoners.